# حي الملك فهد (الرياض)
حيَّ الملك فَهد هو حي سكني تجاري يقع في الشمال القديم لمدينة الرياض، ويتبع لبلدية العليا وتبلغ مساحته قرابة 4,8 كم².
يحده من الشمال طريق الإمام سعود بن عبد العزيز بن محمد بطول 2.4 كم، ومن الشرق طريق الملك عبد العزيز بطول كم²، ومن الجنوب طريق الملك عبد الله بطول 2.4 كم، ومن الغرب طريق الملك فهد بطول كم²، ويخترق طريق العليا الحي من الجهة الغربية.
ويجاوره من الشمال حي المروج ومن الشمال الشرقي حي المصيف ومن الشرق حي المرسلات ومن الجنوب الشرقي حي صلاح الدين ومن الجنوب حي الورود ومن الجنوب الغربي حي الرحمانية ومن الغرب حي المحمدية ومن الشمال الغربي حي النخيل الشرقي.
ويتخلل هذا الحي 5 شوارع رئيسية وهي:
- طريق العليا
- شارع هشام بن عبد الملك
- شارع المغيرة بن شعبة
- شارع الأمير نايف بن عبد العزيز
- شارع الأمير أحمد بن عبد العزيز

## مرافق

### مساجد
يوجد في الحي الكثير من المساجد ومنها:
- مسجد الهجرة
- جامع الراجحي
- جامع قتيبة بن مسلم
- جامع الحمدان
- جامع عمر بن الخطاب
- جامع زيد بن حارثه
- مسجد أبي بكر الصديق
- مسجد مصعب بن عمير
- مسجد الشيخ الداعية عبد الله القرعاوي

إلى جانب المساجد والمصليات داخل المجمعات التجارية
- يذكر ان مسجد عمر بن الخطاب.. قد تحول إلى جامع في شهر محرم عام 1430

### تعليم

#### مدارس البنين
| اسم المدرسة        | المرحلة       | السلطة        | عدد الفصول | عدد الطلاب |
| ------------------ | ------------- | ------------- | ---------- | ---------- |
| سنان الأسدي        | ابتدائي       | وزارة التعليم | 18         | 373        |
| عبد الملك بن مروان | ابتدائي       | وزارة التعليم | 18         | 475        |
| فيصل بن تركي       | متوسط         | وزارة التعليم | 9          | 317        |
| الأزهري            | متوسط         | وزارة التعليم | 9          | 320        |
| العناية            | ابتدائي       | أهلي          | 26         | 513        |
| التربية السعودية   | ابتدائي       | أهلي          | 12         | 197        |
| العناية            | متوسط         | أهلي          | 10         | 231        |
| التربية السعودية   | متوسط         | أهلي          | 6          | 75         |
| التربية السعودية   | ثانوي         | أهلي          | 9          | 215        |
| العناية            | ثانوي         | أهلي          | 13         | 299        |
| العناية            | ابتدائي تحفيظ | أهلي          | 6          | 85         |

#### مدارس البنات
- المدرسة المئتين وإحدى وستين الابتدائية للبنات
- المدرسة الخامسة والتسعين المتوسطة للبنات
- المدرسة الرابعة والخمسون المتوسطة للبنات
- المدرسة الثالثة والثمانون الثانوية للبنات
- مدارس العناية الأهلية الابتدائية للبنات
- مدارس العناية الأهلية المتوسطة للبنات
- مدارس العناية الأهلية الثانوية للبنات
- مدارس الإعمار الأهلية لتحفيظ القرآن الكريم
- المدرسة الخامسة والثلاثون الثانوية للبنات

#### رياض أطفال
- روضة حكومية للأطفال
- مدارس العناية الأهلية، قسم الروضة والتمهيدي
- الروضة الشاملة الأهلية

#### أكاديميات ومراكز تدريب
- أكاديمية الفيصل العالمية
- مركز حلول للاستشارات والتدريب على طريق المغيرة بن شعبة. مركز اجتماعي متخصص في الشئون الأسرية والتربوية والتعليمية والبرامج المؤسسية والخاصة.

### صحة

#### المراكز الصحية احكومية
- المركز الصحي بحي الملك فهد

هناك مركز صحى خاص بالبنات تابع لوزارة التعليم

#### المراكز الصحية الأهلية
- مستوصف ماجد المطلق الطبي

### حدائق
حديقة حي الملك فهد، حديقة جامع زيد بن حارثة، حديقة مسجد علي بن أبي طالب

### منشآت حكومية وهيئات
- وزارة الشؤون البلدية والقروية.
- جمعية الأطفال المعاقين.
- مركز هيئة الأمر بالمعروف والنهي عن المنكر بحي الملك فهد.
- فرع جمعية البر بشمال الرياض، قسم استقبال الأثاث المستعمل.